# Xã Rock Falls, Quận Holt, Nebraska
Xã Rock Falls (tiếng Anh: Rock Falls Township) là một xã thuộc quận Holt, tiểu bang Nebraska, Hoa Kỳ. Năm 2010, dân số của xã này là 49 người.